# Bandera de Nuevo Brunswick

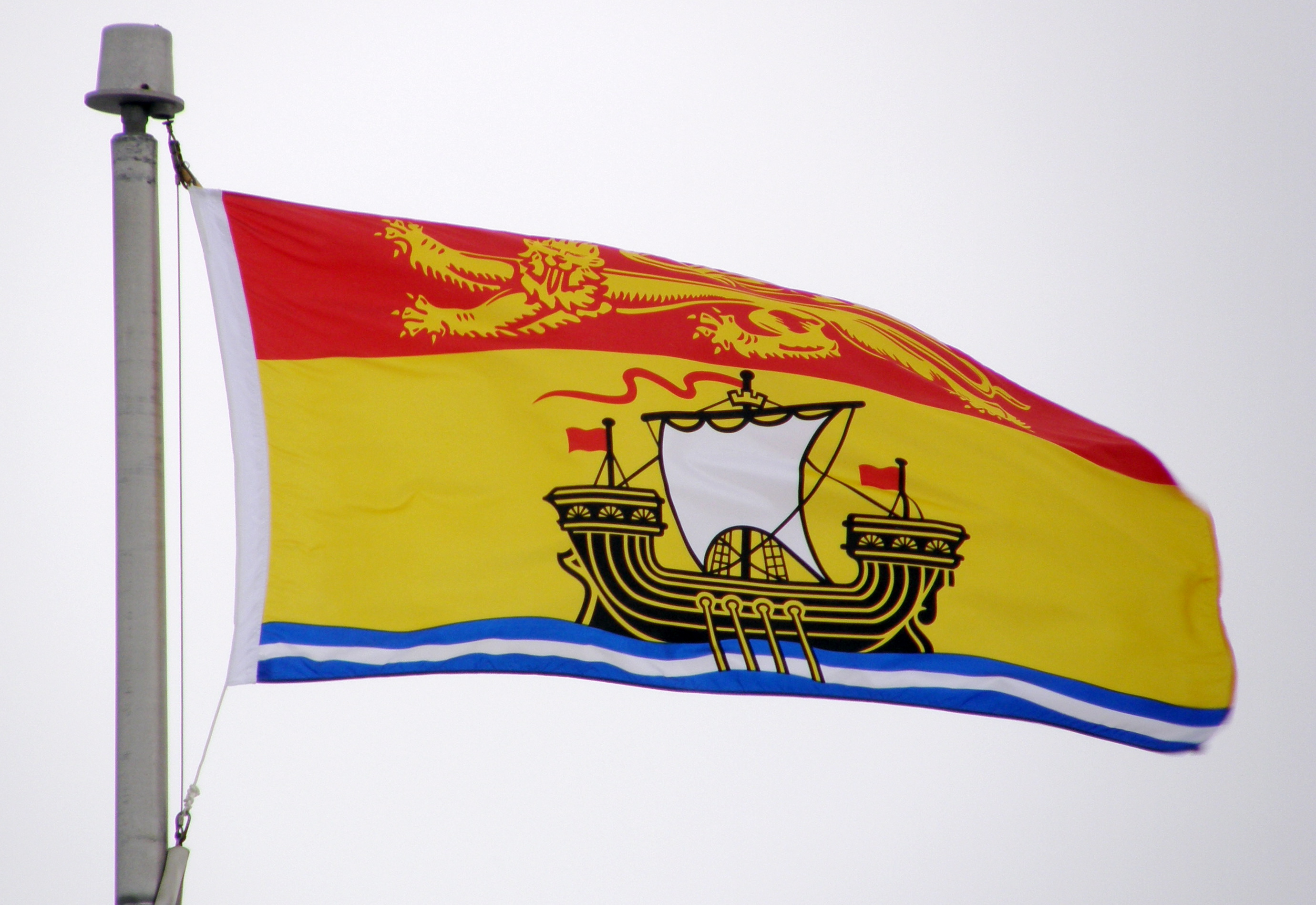
Bandera de Nuevo Brunswick ondeando en Moncton.

Bandera de Nuevo Brunswick (1950-1965).

La bandera de Nuevo Brunswick, Canadá, toma como modelo el escudo de armas de la provincia y fue aprobada por proclamación el 24 de febrero de 1965.
La bandera tiene las proporciones de 8:5. Un león de oro en la zona roja en la parte superior de un tercio de la bandera representa los vínculos de Nuevo Brunswick con la región de Brunswick en Alemania y las armas del monarca del Reino Unido. La parte inferior de dos tercios de la bandera representa un galeón español, la tradicional representación de un buque en heráldica. Representa a la construcción naval, una de las principales industrias de la provincia en el momento en que el escudo de armas fue aprobado y en gran parte de su historia.